# Stoelmanseiland
Stoelmanseiland (auch: Stoelie) ist eine Insel von Suriname mit dem gleichnamigen Dorf im Schutzgebiet der Paramacca im Distrikt Sipaliwini.

## Geographie
Die Insel liegt im Mündungsbereich des Tapanahony River in den Lawa, woraus der Marowijne River entsteht, und grenzt an Französisch-Guayana (Dadanki) im Osten.
Der Ort liegt im Westen der Insel, gegenüber von Poeloegoedoe; im Norden, beim Zusammenfluss der beiden Flüsse liegen die Stromschnellen Poeloegoedoe Vallen (Poligoudou Soula, Saut Poligoudou).
Durch den Stoelmans Eiland Airstrip (SMST/SMZ) ist die Insel auch per Flugzeug zu erreichen.

## Geschichte
Stoelmanseiland wurde nach Philip Samuel Stoelman benannt, der einen militärischen Außenposten auf der Insel gründete, als er im Dezember 1791 gegen die Aluku kämpfte.
Während des Surinamese Interior War war das Dorf das Hauptquartier des Jungle Commando von Ronnie Brunswijk.

## Johannes King Hospital
Die Moravian Church hat das Johannes King Hospital erbaut, eine Klinik, die am 29. Mai 1958 eröffnet wurde. Sie wurde nach Johannes King benannt, dem ersten Missionar unter den Maroons und einem der frühesten Schriftstellern in der Sprache Sranantongo. Die Klinik wird heute von der Gesundheitsorganisation Medische Zending geführt.